# Alexei Wjatscheslawowitsch Rubzow
Alexei Wjatscheslawowitsch Rubzow (russisch Алексей Вячеславович Рубцов; * 5. August 1988) ist ein russischer Sportkletterer.
Seit 2008 nimmt er am durch die International Federation of Sport Climbing organisierten Kletterweltcup teil. Seine Erfolge erzielte er dabei im Bouldern.
2009 gewann er den entsprechenden Wettbewerb bei der Kletterweltmeisterschaft. 2015 gewann er in München erstmals einen Einzelwettbewerb im Rahmen des Kletterweltcups.
Da Sportklettern vor 2020 noch keine olympische Sportart war, fanden Wettbewerbe im Rahmen der World Games statt. Hier erreichte Rubzow 2017 im Boulder Bronze.
Durch einen Sieg in der Kombinationswertung bei der Klettereuropameisterschaft 2020 qualifizierte er sich für die infolge der COVID-19-Pandemie erst 2021 ausgetragenen Olympischen Sommerspiele 2020. Dort erreichte er in der Qualifikation den 13. Platz und verpasste so die Qualifikation für das Finale.
Rubzow betreibt eine eigene Kletterwand in Moskau namens ТОКИО (Tokio).
Er gehört der Climbing federation of Russia (CFR) an.